# C (dźwięk)
C (nazwa solmizacyjna: do, dawniej: ut) – dźwięk, którego częstotliwość dla c¹ wynosi 261,6 Hz. Jest to tonika gam C-dur i c-moll. W szeregu diatonicznym jest to pierwszy dźwięk w każdej oktawie.
W enharmonii dźwięki o tej samej wysokości to: his i deses.

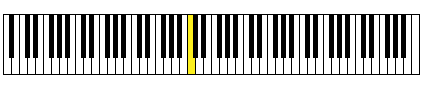
Dźwięk c¹ na klawiaturze 88 klawiszowej